# Rejon nieświeski
Rejon nieświeski (biał. Нясвіжскі раён, Нясьвіскі раён) – rejon w centralnej Białorusi, w obwodzie mińskim.
Centrum administracyjnym rejonu jest miasto Nieśwież.

## Historia
W okresie od 1921 r. do 17 września 1939 obszar obecnego rejonu nieświeskiego znajdował się w granicach II Rzeczypospolitej. 17 września zajęty przez Armię Czerwoną i włączony do ZSRR, w którego granicach znajdował się do 1991 r. Od 1991 r. jednostka administracyjna niepodległej Białorusi.

## Demografia
Według danych Białoruskiego Urzędu Statystycznego rejon zamieszkany był w 2009 przez narodowości:
- Białorusini – 88,85%,
- Rosjanie – 5,28%,
- Polacy – 4,0%,
- Ukraińcy – 1,09%,
- inne narodowości – 0,78%

## Podział administracyjny
W skład rejonu wchodzą miasto Nieśwież‎, osiedle typu miejskiego Horodziej oraz 7 następujących sielsowietów:
- Horodziej
- Kozły
- Lipa
- Łań
- Nieśwież
- Siejłowicze
- Snów.